# ريدجسيانو هابس
ريدجسيانو هابس (12 يونيو 1993 بأوترخت في هولندا - ) (بالهولندية: Ridgeciano Haps) هو لاعب كرة قدم هولندي في مركز الدفاع. لعب مع إي زد ألكمار وغو أهد إيغلز.

## وصلات خارجية
- ريدجسيانو هابس على موقع قاعدة بيانات كرة القدم.إي يو (الإنجليزية)
- ريدجسيانو هابس على موقع ليكيب (الفرنسية)
- ريدجسيانو هابس على موقع ناشيونال فوتبول تيمز (الإنجليزية)
- ريدجسيانو هابس على موقع Soccerway.com (الإنجليزية)
- ريدجسيانو هابس على موقع عالم كرة القدم.نت (الإنجليزية)
- ريدجسيانو هابس على موقع AS.com (الإسبانية)